# Lingua inguscia
La lingua inguscia o inguscio (nome nativo гІалгІай мотт, ğalğaj mott; in russo ингу́шский язы́к, ingúšskij jazýk) una lingua caucasica nordorientale parlata approssimativamente da 415.000 persone (2005), conosciuti come ingusci, stanziati in un'area che comprende Inguscezia, Cecenia, Kazakistan e Russia.

## Classificazione
L'inguscio e il ceceno, insieme al bats, costituiscono il ramo nakh della famiglia linguistica caucasica nord-orientale. Esse sono mutuamente intelligibili, e vi è un penetrante bilinguismo passivo tra ingusci e ceceni.

## Distribuzione geografica
L'inguscio viene parlato da circa 415.000 persone (2005), principalmente in una regione caucasica che abbraccia parte della Russia, principalmente Inguscezia e Cecenia.  I parlanti di questa lingua possono essere trovati anche in Kazakistan, Uzbekistan, Turkmenistan, Belgio, Norvegia, Turchia e Giordania.

### Stato ufficiale
L'inguscio e il russo sono le lingue ufficiali dell'Inguscezia, un soggetto federale della Russia.

## Sistema di scrittura
L'inguscio, all'inizio del XX secolo, divenne una lingua scritta che usava un sistema di scrittura basato sull'arabo. Dopo la rivoluzione di ottobre fu usato un alfabeto latino, che nel 1938 venne sostituito da quello cirillico.

| А а   | Аь аь | Б б   | В в   | Г г   | ГI гI | Д д   | Е е   |
| Ё ё   | Ж ж   | З з   | И и   | Й й   | К к   | Кх кх | Къ къ |
| КI кI | Л л   | М м   | Н н   | О о   | П п   | ПI пI | Р р   |
| С с   | Т т   | ТI тI | У у   | Ф ф   | Х х   | Хь хь | ХI хI |
| Ц ц   | ЦI цI | Ч ч   | ЧI чI | Ш ш   | Щ щ   | Ъ ъ   | Ы ы   |
| Ь ь   | Э э   | Ю ю   | Я я   | Яь яь | I     |       |       |

## Fonologia
| Vocali | anteriore | centrale | posteriore |
| ------ | --------- | -------- | ---------- |
| chiusa | и [i]     |          | у [u]      |
| media  | э [e]     | ? [ə]    | о [o]      |
| aperta | аь [æ]    |          | а [ɑː, ɑ]  |

I dittonghi sono иэ, уо, оа, ий, эи, ои, уи, ов, ув.
| Consonanti | Occlusive | Occlusive | Occlusive | Occlusive | Affricate     | Affricate         | Fricative   | Fricative   | Approssimanti | Approssimanti | Vibranti | Vibranti |
| Consonanti | nasale    | sorda     | sonora    | eiettiva  | sorda         | eiettiva          | sorda       | sonora      | centrale      | laterale      | sorda    | sonora   |
| ---------- | --------- | --------- | --------- | --------- | ------------- | ----------------- | ----------- | ----------- | ------------- | ------------- | -------- | -------- |
| Labiale    | м [m]     | п [p]     | б [b]     | пI [pʼ]   |               |                   | ф [f]       |             | в [w]         |               |          |          |
| Alveolare  | н [n]     | т [t]     | д [d]     | тI [tʼ]   | ц [ts] ч [tʃ] | цI [tsʼ] чI [tʃʼ] | с [s] ш [ʃ] | з [z] ж [ʒ] |               | л [l]         | р [r]    | рхI [r̥]  |
| Palatale   |           |           |           |           |               |                   |             |             | й [j]         |               |          |          |
| Velare     |           | к [k]     | г [ɡ]     | кI [kʼ]   |               |                   |             |             |               |               |          |          |
| Uvulare    |           | кх [q]    |           | къ [qʼ]   |               |                   | х [χ]       | гI [ʁ]      |               |               |          |          |
| Faringeale |           | I [ʡ]     |           |           |               |                   | хь [ħ]      |             |               |               |          |          |
| Glottale   |           | ъ [ʔ]     |           |           |               |                   | хI [h]      |             |               |               |          |          |

## Grammatica
L'inguscio è una lingua nominativo-accusativa nella sua sintassi, sebbene abbia una morfologia ergativa.